# Gea (zoologia)
Gea C. L. Koch, 1843 è un genere di ragni appartenente alla famiglia Araneidae.

## Etimologia
Il nome deriva dal greco γῆ, ghé, cioè terra, a causa del colore prevalente bruno scuro, molto simile al comune terreno.

## Distribuzione
Le dodici specie oggi note di questo genere sono state reperite in Oceania, Asia, Africa e America: la specie dall'areale più vasto è la G. heptagon, rinvenuta in varie località della zona compresa fra gli USA e l'Argentina, nelle isole del Pacifico meridionale e in Australia.

## Tassonomia
Dal 2009 non sono stati esaminati esemplari di questo genere.
A marzo 2014, si compone di 12 specie ed una sottospecie:
1. Gea africana Simon, 1895 — Congo
2. Gea argiopides Strand, 1911 — Isole Aru (Molucche), Nuova Guinea
3. Gea bituberculata (Thorell, 1881) — Nuova Guinea
4. Gea eff Levi, 1983 — Nuova Guinea, Nuova Britannia (Arcipelago di Bismarck)
5. Gea heptagon (Hentz, 1850) — dagli USA all'Argentina, Isole del Pacifico meridionale, Australia
6. Gea infuscata Tullgren, 1910 — Africa orientale, Angola
7. Gea nilotica Simon, 1906 — Egitto, Sudan
8. Gea spinipes C. L. Koch, 1843[2] — India, Cina, da Taiwan al Borneo
  - Gea spinipes nigrifrons Simon, 1901 — Malesia
9. Gea subarmata Thorell, 1890 — India, dal Bangladesh alle Filippine, Nuova Guinea
10. Gea theridioides (L. Koch, 1872) — Queensland e Nuovo Galles del Sud (Australia)
11. Gea transversovittata Tullgren, 1910 — Congo, Africa orientale
12. Gea zaragosa Barrion & Litsinger, 1995 — Filippine

### Specie trasferite
- Gea bimucronata Mello-Leitão, 1936; trasferita al genere Mecynogea Simon, 1903.
- Gea diadema Hogg, 1920; trasferita al genere Neogea Levi, 1983.
- Gea dubiosa Strand, 1911; trasferita al genere Argiope Audouin, 1826.
- Gea guttata Thorell, 1890; trasferita al genere Neogea Levi, 1983.
- Gea lugens O. P.-Cambridge, 1899; trasferita al genere Neogea Levi, 1983.
- Gea nocticolor Thorell, 1887; trasferita al genere Neogea Levi, 1983.
- Gea panamensis Chamberlin, 1917; trasferita al genere Argiope Audouin, 1826.
- Gea rotunda Hogg, 1915; trasferita al genere Argiope Audouin, 1826.
- Gea virginis Strand, 1911; trasferita al genere Leucauge White, 1841, appartenente alla famiglia Tetragnathidae.
- Gea wiedenmeyeri Schenkel, 1953; trasferita al genere Mecynogea Simon, 1903.